# Jordebog
En jordebog er en fortegnelse over de ejendomme, der hører til et gods eller en ejer.

## Jordebøgers indhold
Jordebøger kan være uens indrettet fra gods til gods, men er i hovedreglen opbygget således:
1. landsby for landsby angives
2. de under godset hørende fæstegårde og -huse med angivelse af
3. aktuel(le) bruger(e) (eller om ejendommen er ubesat – "ødegård")
4. værdiansættelse i hartkorn og
5. landgildeafgifter (rug, byg, havre, smør, får, gæs, høns, æg osv.)[2].

## Studiet af jordebøger
Jordebøger spiller en stor rolle for demografiske, godshistoriske, egnshistoriske, landbrugshistoriske og slægtshistoriske studier.

## Danmark

### Eksempler på jordebøger
De ældste jordebøger:
- Ribe kapitels jordebog ca. 1260-1320, også kendt som Ribe Oldemoder
- Århus Kannikebords Jordebog ca. 1315, den ældste del af Roskildebispens jordebog
- Roskildebispens Jordebog ca. 1380

De ret enestående og enkeltstående kongelige jordebøger:
- Kong Valdemars Jordebog ca. 1231, også kendt under det latinske navn Liber Census Daniæ (dansk: Danmarks skattebog). Optegner Valdemar Sejrs gods i det nuværende Danmark, Skåne, Halland og Blekinge samt flere andre områder.

### Nyere jordebøger
- Elline Gøyes jordebog, 1552

## England
Domesday Book (dansk: Dommedagsbogen) ca. 1086, mindre kendt som Winchester-bogen (latin: Liber de Winlonia). Optegner normanner-kongen Wilhelm Erobrerens gods i England.

## Norge
Også i Norge var jordebøger i tidligere tid stærkt i brug og kaldtes her fra først af jordeskråer. Det ældste opbevarede fragment af en sådan er fra ca. 1200 og oplyser om det gods, der tillå en vis kirke i Nidaros. Overhovedet var det de gejstlige stiftelser, bispestolene, kapitlerne, klostrene, som, følgende udlandets eksempel, først anvendte jordebøger. Af de til nutiden opbevarede er de bekendteste: Codex diplom. Munkalivensis fra 1427, tilhørende et bergensk kloster, og ærkebiskop Aslak Bolt’s Jordebog, fra ca. 1440, tilhørende ærkebispesædet i Nidaros.